# 邮包

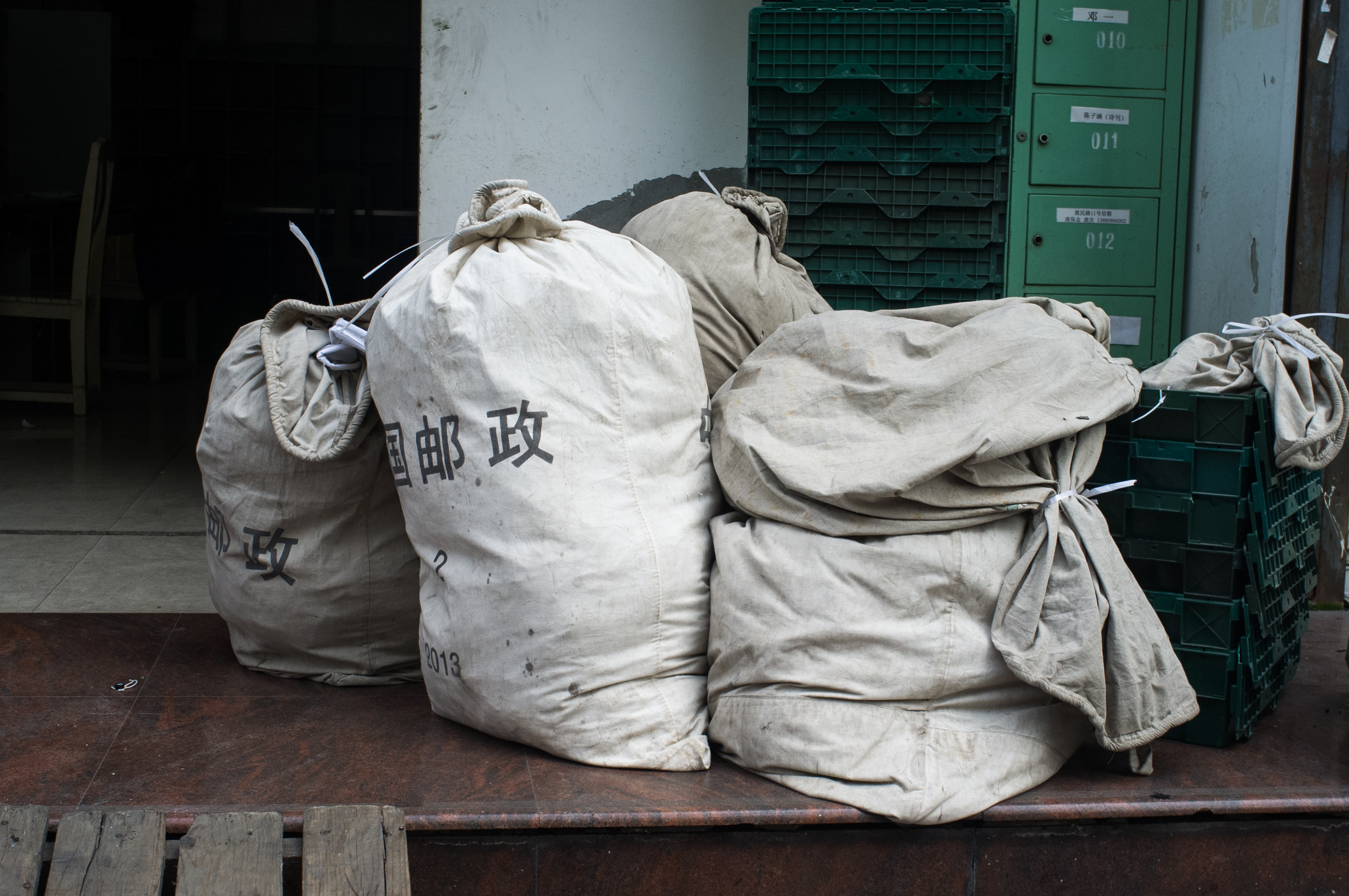
中国邮政的邮包

邮包是指按照邮件种类、目的地及优先权进行分类，被用于储存、运输邮件的袋子，通常由布料制成。邮包根据其用途及大小，被分为多种类别。
邮包的使用始于1780年左右往返于牙买加及英国的船班上，前往不同目的地的邮件被放置于不同位置以便运输。